# サニーワールド長島
サニーワールド長島（サニーワールドながしま）は、かつて三重県桑名市にあった熱帯動物園。

## 概要
名鉄グループの「名鉄サニーランド」が経営していた。1968年（昭和43年）にオープン。ヘビやワニが見られる熱帯秘境館や夏にはプール、冬には野外スケートリンクもあった。
1985年には、若者向けのスポーツメインの遊園地である「名鉄スポーツバレー東海」へと名称変更し、現在は「サニーランド」が運営する「長島スポーツランド」としてクアハウスや乗馬クラブなどを併設する施設となっている。